# Telmatoscopus panergus
Telmatoscopus panergus és una espècie d'insecte dípter pertanyent a la família dels psicòdids.

## Descripció
- Mascle: mida gran; pàl·lid amb ales sense taques; sutura interocular en forma de "V"; front amb una àrea triangular pilosa; vèrtex més curt que l'amplada del pont dels ulls; palp núm. 1 cilíndric; fèmur una mica més curt que la tíbia; edeagus petit i en forma de "Y"; antenes d'1,62 mm de llargada; ales de 2,32 mm de llargària i 0,90 d'amplada.
- La femella no ha estat encara descrita.
- Es distingeix d'altres espècies del mateix gènere a Nova Guinea pel vèrtex curt, les ales sense taques i la seua grandària.[3]

## Distribució geogràfica
Es troba a Indonèsia: Papua Occidental.